# Guðlaugur Þór Þórðarson
Guðlaugur Þór Þórðarson (ur. 19 grudnia 1967 w Reykjavíku) – islandzki polityk, poseł do Althingu, minister zdrowia (2007–2009), minister spraw zagranicznych (2017–2021), minister środowiska, energii i klimatu (2021–2024).

## Życiorys
W 1996 ukończył nauki polityczne na Uniwersytecie Islandzkim. Pracował w branży ubezpieczeniowej i bankowej. Zaangażował się w działalność polityczną w ramach Partii Niepodległości. Od 1991 członek władz tego ugrupowania, w latach 1993–1997 przewodniczył jej organizacji młodzieżowej. Od 1998 wybierany na radnego miejskiego islandzkiej stolicy.
W 2003 po raz pierwszy został wybrany do Althingu. W wyborach parlamentarnych w 2007, 2009, 2013, 2016, 2017, 2021 i 2024 z powodzeniem ubiegał się o reelekcję.
W latach 2007–2009 był ministrem zdrowia i ochrony socjalnej w rządzie Geira Haardego. W styczniu 2017 objął urząd ministra spraw zagranicznych w gabinecie Bjarniego Benediktssona. Utrzymał tę funkcję również w utworzonym w listopadzie tegoż roku gabinecie Katrín Jakobsdóttir. W listopadzie 2021 w drugim rządzie dotychczasowej premier przeszedł na stanowisko ministra środowiska, energii i klimatu. Pozostał na nim również w utworzonym w kwietniu 2024 nowym gabinecie Bjarniego Benediktssona. Zakończył urzędowanie w grudniu 2024.